# Архивска грађа
Архивска грађа је изворни, репродуковани, писани, цртани, дигитализовани, штампани, фотографисани, филмовани, микрофилмовани, фонографисани или на други начин забележени документарни материјал.
Архивска грађа је културно наслеђе од општег интереса за Републику Србију и као таква ужива посебну заштиту утврђену законом којим се уређује заштита културних добара.

## Закон о архивској грађи
Законом о архивској грађи уређује се: систем заштите архивске грађе као културног наслеђа и документарног материјала, њихово чување сређивање и обрада, услови и начин коришћења, као и заштита Архивског фонда Републике Србије као културног наслеђа.
Република Србија, аутономне покрајине и јединице локалне самоуправе су дужне да штите и чувају архивску грађу од општег интереса, да обезбеде за њу адекватне објекте, стручно руковођење и задовољавања потреба грађана.

## Архивски фонд
Архивски фонд Републике Србије је део националног и светског културног наслеђа и извора информација о друштву и под заштитом је Републике Србије.
Документа Архивског фонда трајно се чувају на територији Републике Србије или изван ње, у складу са овим законом, међународним споразумима и обавезама које је преузела Република Србија.
Ималац архивске грађе дужан је да обезбеди заштиту и чување Архивског фонда Републике Србије, у складу са законом и другим прописима.

## Настанак архивске грађе
Архивска грађа настаје код правног лица, као и код значајних појединаца, јавних личности, као што су: писци, научници, новинари итд.
Према времену настанка, целокупна архивска грађа подељена је на две основне целине – стари и нови период. Стари период обухвата архивску грађу насталу до краја 1918. године, а нови период архивску грађу из времена Другог светског рата и периода након рата. Најстарији фонд који се чува у Архиву Србије, а који је настао на територији Србије је Књажеска канцеларија са архивском грађом од 1815. до 1839. године.

## Значај архивске грађе
Архивска грађа је најважнији историјски извор за историчаре и друге научнике. Архивска грађа такође служи и за заштиту појединачног правног интереса, на пример: матиче књиге.
Архивска грађа се чува и штити у Архиву Србије, из времена Другог светског рата и послератног периода, а садржи и личне и породичне фондове и збирке.